# 電子軌道

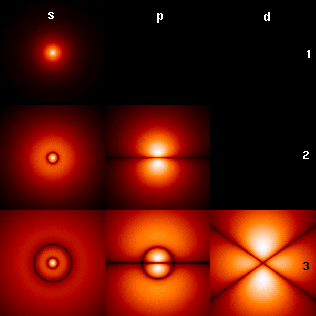
水素原子を励起させた時の電子の存在確率をシュレディンガー方程式を用いてシミュレートした図。明るいほど電子の存在確率が高い領域であることを示す。s,p,dは小軌道を、1,2,3は方位量子数（軌道角運動量量子数）を示す。通常の水素原子はs1軌道に電子が存在するが（確率的にはp,d軌道にも存在しうる）励起することでp,d,fと遷移する。なお水素以外の電子配置については電子同士の反発があるため厳密にシュレディンガー方程式で解くことはできずスピンを考慮した近似でモデル化される。

電子軌道（でんしきどう、英: electron orbital）とは、電子の状態を表す、位置表示での波動関数のことを指す。電子軌道は単に「軌道」と呼ばれることもある。

## 歴史
20世紀初頭にジャン・ペラン、長岡半太郎、アーネスト・ラザフォードらは独立に原子核の周りを電子が運動するという原子模型を提唱した。
ラザフォードの模型はラザフォード散乱の実験結果をよく説明したが、説明困難な事象もいくつか知られていた。例えば古典力学によれば原子核の周りを運動する電子は電磁波を放出せねばならず、電子は速やかにエネルギーを失って原子核へ衝突すると予測されるが、実際には原子は安定に存在することができ、模型と経験的事実は一致しなかった。また、ラザフォード模型では水素原子の示す離散的なスペクトルを説明することができなかった。
ニールス・ボーアは水素原子の問題について、電子は量子条件を満たす軌道にのみ存在できると仮定し、水素原子の離散スペクトルを説明することに成功した。ボーアの量子条件は後にアルノルト・ゾンマーフェルトにより拡張され、ゼーマン効果やシュタルク効果を説明することに成功した。
ボーアとゾンマーフェルトの理論では、量子条件を満たす古典力学的な軌道が存在すると考えられていた。
一方、ルイ・ド・ブロイによりボーアの量子条件は「軌道」上に存在する物質波が定常波となるための条件であることが示された。このド・ブロイの考えは後にエルヴィン・シュレーディンガーによって一般的な系に適用できる形で定式化され、原子核に束縛された（「軌道」上の）電子の状態は古典的な軌道ではなく、量子条件に対応した波動関数によって表現できるようになった。
波動関数と実験結果（または経験的事実）との対応として、ボルンの規則が提案された。ボルンの規則によれば、原子核に束縛された電子の位置や運動量はその波動関数が与える確率密度関数によって示される。この観点において、もはや、電子は確定した軌道上に存在するのではなく、原子核周りの空間に確率的に見出されることになる。